# Tail Schoonjans
Tail Schoonjans (19 augustus 1986) is een Belgische voetballer. Hij speelt voor OH Leuven als aanvaller, maar komt ook geregeld als rechtermiddenvelder in actie.
Schoonjans speelt al voor OH Leuven sinds het ontstaan van de club in 2002. Voordien doorliep hij de jeugd bij Stade Leuven. Langzaam maar zeker werkte Schoonjans zich op tot een vaste basispion in de Leuvense aanval. Naar het einde van het seizoen 2008-2009 toe, raakte hij echter een ruime tijd geblesseerd. Pas tegen het einde van 2009 kwam Schoonjans weer aan spelen toe.

## Statistieken
| Competitie      | Seizoen         | Club                    | Competitie | Competitie | Play-Off I | Play-Off I | Play-Off II | Play-Off II | Play-Off III / Eindr. | Play-Off III / Eindr. | Beker | Beker | Totaal | Totaal |
| Competitie      | Seizoen         | Club                    | Wed.       | Dlp.       | Wed.       | Dlp.       | Wed.        | Dlp.        | Wed.                  | Dlp.                  | Wed.  | Dlp.  | Wed.   | Dlp.   |
| --------------- | --------------- | ----------------------- | ---------- | ---------- | ---------- | ---------- | ----------- | ----------- | --------------------- | --------------------- | ----- | ----- | ------ | ------ |
| Derde Klasse    | 2004-2005       | Oud-Heverlee Leuven     | 6          | 1          | nvt        | nvt        | nvt         | nvt         | 4                     | 0                     | 0     | 0     | 10     | 1      |
| Tweede Klasse   | 2005-2006       | Oud-Heverlee Leuven     | 15         | 1          | nvt        | nvt        | nvt         | nvt         | --                    | --                    | 0     | 0     | 15     | 1      |
| Tweede Klasse   | 2006-2007       | Oud-Heverlee Leuven     | 29         | 3          | nvt        | nvt        | nvt         | nvt         | --                    | --                    | 2     | 1     | 31     | 4      |
| Tweede Klasse   | 2007-2008       | Oud-Heverlee Leuven     | 30         | 6          | nvt        | nvt        | nvt         | nvt         | 6                     | 0                     | 3     | 0     | 39     | 6      |
| Tweede Klasse   | 2008-2009       | Oud-Heverlee Leuven     | 22         | 2          | nvt        | nvt        | nvt         | nvt         | --                    | --                    | 2     | 1     | 24     | 3      |
| Tweede Klasse   | 2009-2010       | Oud-Heverlee Leuven     | 10         | 2          | nvt        | nvt        | nvt         | nvt         | --                    | --                    | 0     | 0     | 10     | 2      |
| Tweede Klasse   | 2010-2011       | Oud-Heverlee Leuven     | 18         | 1          | nvt        | nvt        | nvt         | nvt         | --                    | --                    | 0     | 0     | 18     | 1      |
| Eerste Klasse   | 2011-2012       | Oud-Heverlee Leuven     | 2          | 0          | --         | --         | 0           | 0           | --                    | --                    | 1     | 0     | 3      | 0      |
| Tweede Klasse   | 2011-2012       | Sportkring Sint-Niklaas | 7          | 3          | nvt        | nvt        | nvt         | nvt         | --                    | --                    | 0     | 0     | 7      | 3      |
| Carrière totaal | Carrière totaal | Carrière totaal         | 139        | 19         | 0          | 0          | 0           | 0           | 10                    | 0                     | 8     | 2     | 157    | 21     |